# Magione
Magione é uma comuna italiana da região da Umbria, província de Perugia, com cerca de 12.308 habitantes. Estende-se por uma área de 129 km², tendo uma densidade populacional de 95 hab/km². Faz fronteira com Castiglione del Lago, Corciano, Panicale, Passignano sul Trasimeno, Perugia, Tuoro sul Trasimeno, Umbertide.

## Demografia
| Variação demográfica do município entre 1861 e 2011                               |
|                                                                                   |
| Fonte: Istituto Nazionale di Statistica (ISTAT) - Elaboração gráfica da Wikipedia |